# داون أتكينز (مؤلفة)
داون أتكينز (بالإنجليزية: Dawn Atkins)‏ (13 فبراير 1962)؛ صحفية، عالمة الإنسان وروائية أمريكية.